# 송재근
송재근(宋在根, 1974년 2월 15일~)은 대한민국의 쇼트트랙 선수이다. 광문고등학교와 단국대학교를 졸업했다. 1992년 동계 올림픽에 참가, 계주팀의 일원으로 금메달을 땄다. 1995년 세계 선수권에서 개인종합 3위에 올랐다. 은퇴 후 쇼트트랙 지도자로 활동하고 있으며, 국가대표팀 코치로 선발되기도 했다.

## 경력
- 2005년 - 2010년 쇼트트랙 남자 국가대표팀 코치
- 2016년 -  중국 쇼트트랙 코치를 하고 있다.

## 수상
- 1992년 알베르빌 올림픽 5000m 계주 금메달
- 1992년 국제쇼트트랙파견선수선발대회 1500m, 3000m 종합 1위
- 1991년 국제남녀쇼트트랙스피드스케이팅대회 1000m 1위
- 1991년 세계남녀쇼트트랙스피드스케이팅 팀 선수권대회 2위